# Everything You Want
Everything You Want è l'album di debutto del cantante R&B statunitense Ray J, pubblicato nel 1997.

## Tracce
1. Feel the Funk I... (Intro)
2. Let It Go
3. Everything You Want
4. Good Thangs
5. The Promise
6. Changes
7. That's Why I Lie
8. Thank You
9. Let It Go (Part II)
10. Can't Run, Can't Hide
11. Rock with Me
12. Love You from My Heart
13. High on You
14. Because of You
15. Feel the Funk II... (Outro)